# Augusta Lubbermans
Augusta Lubbermans (Engels: Augusta Longbottom) is een personage uit de Harry Potter serie van de Britse schrijfster J.K. Rowling.
Ze is de oma van Marcel Lubbermans en de moeder van Frank Lubbermans. Augusta heeft sinds de marteling van haar zoon en schoondochter zorg gedragen voor de opvoeding van haar kleinzoon.
Augusta wil graag dat Marcel net zo'n goede tovenaar wordt als zijn ouders, maar dat lukt hem in eerste instantie niet. In zijn zesde jaar moest Marcel van haar Gedaanteverwisselingen volgen, maar Anderling wist hier een stokje voor te steken en hem te wijzen op zijn sterke punten. In het derde boek, wanneer de klas les krijgt van Remus Lupos, blijkt dat Professor Sneep de boeman van Marcel is. Wanneer Marcel de benodigde toverspreuk uitspreekt om de Boeman af te weren (Ridiculus) heeft Sneep ineens de kleren van Marcels oma, Augusta, aan.
Na het gevecht op het Ministerie waar Marcel deel aan nam, is Augusta zeer trots op haar kleinzoon.
Augusta komt niet voor in de films, wel is er een oudere vrouw te zien bij Marcel op platform 9¾ in de eerste film, en het is duidelijk dat het hier wel om Augusta gaat.

## Familie Lubbermans
|                  |                  |                  |                  |                  |                  |  |  |                    |                    |                    |                    |                    |                    |  |  |                    |                    |                    |                    |                    |                    |                   |                   |                   |                   |                   |                   |                   |                   |                |                |                 |                 |                 |                 |                 |                 |
|                  |                  |                  |                  |                  |                  |  |  |                    |                    |                    |                    |                    |                    |  |  |                    |                    |                    |                    |                    |                    |                   |                   |                   |                   |                   |                   |                   |                   |                |                |                 |                 |                 |                 |                 |                 |
| Callidora Zwarts | Callidora Zwarts | Callidora Zwarts | Callidora Zwarts | Callidora Zwarts | Callidora Zwarts |  |  | Harfang Lubbermans | Harfang Lubbermans | Harfang Lubbermans | Harfang Lubbermans | Harfang Lubbermans | Harfang Lubbermans |  |  | Augusta Lubbermans | Augusta Lubbermans | Augusta Lubbermans | Augusta Lubbermans | Augusta Lubbermans | Augusta Lubbermans |                   |                   | Alfred Lubbermans | Alfred Lubbermans | Alfred Lubbermans | Alfred Lubbermans | Alfred Lubbermans | Alfred Lubbermans |                |                | Edna Lubbermans | Edna Lubbermans | Edna Lubbermans | Edna Lubbermans | Edna Lubbermans | Edna Lubbermans |
| Callidora Zwarts | Callidora Zwarts | Callidora Zwarts | Callidora Zwarts | Callidora Zwarts | Callidora Zwarts |  |  | Harfang Lubbermans | Harfang Lubbermans | Harfang Lubbermans | Harfang Lubbermans | Harfang Lubbermans | Harfang Lubbermans |  |  | Augusta Lubbermans | Augusta Lubbermans | Augusta Lubbermans | Augusta Lubbermans | Augusta Lubbermans | Augusta Lubbermans |                   |                   | Alfred Lubbermans | Alfred Lubbermans | Alfred Lubbermans | Alfred Lubbermans | Alfred Lubbermans | Alfred Lubbermans |                |                | Edna Lubbermans | Edna Lubbermans | Edna Lubbermans | Edna Lubbermans | Edna Lubbermans | Edna Lubbermans |
|                  |                  |                  |                  |                  |                  |  |  |                    |                    |                    |                    |                    |                    |  |  |                    |                    |                    |                    |                    |                    |                   |                   |                   |                   |                   |                   |                   |                   |                |                |                 |                 |                 |                 |                 |                 |
|                  |                  |                  |                  |                  |                  |  |  |                    |                    |                    |                    |                    |                    |  |  | Frank Lubbermans   | Frank Lubbermans   | Frank Lubbermans   | Frank Lubbermans   | Frank Lubbermans   | Frank Lubbermans   |                   |                   | Lies Lubbermans   | Lies Lubbermans   | Lies Lubbermans   | Lies Lubbermans   | Lies Lubbermans   | Lies Lubbermans   |                |                |                 |                 |                 |                 |                 |                 |
|                  |                  |                  |                  |                  |                  |  |  |                    |                    |                    |                    |                    |                    |  |  | Frank Lubbermans   | Frank Lubbermans   | Frank Lubbermans   | Frank Lubbermans   | Frank Lubbermans   | Frank Lubbermans   |                   |                   | Lies Lubbermans   | Lies Lubbermans   | Lies Lubbermans   | Lies Lubbermans   | Lies Lubbermans   | Lies Lubbermans   |                |                |                 |                 |                 |                 |                 |                 |
|                  |                  |                  |                  |                  |                  |  |  |                    |                    |                    |                    |                    |                    |  |  |                    |                    |                    |                    |                    |                    |                   |                   |                   |                   |                   |                   |                   |                   |                |                |                 |                 |                 |                 |                 |                 |
|                  |                  |                  |                  |                  |                  |  |  |                    |                    |                    |                    |                    |                    |  |  |                    |                    |                    |                    | Marcel Lubbermans  | Marcel Lubbermans  | Marcel Lubbermans | Marcel Lubbermans | Marcel Lubbermans | Marcel Lubbermans |                   |                   | Hannah Albedil    | Hannah Albedil    | Hannah Albedil | Hannah Albedil | Hannah Albedil  | Hannah Albedil  |                 |                 |                 |                 |
|                  |                  |                  |                  |                  |                  |  |  |                    |                    |                    |                    |                    |                    |  |  |                    |                    |                    |                    | Marcel Lubbermans  | Marcel Lubbermans  | Marcel Lubbermans | Marcel Lubbermans | Marcel Lubbermans | Marcel Lubbermans |                   |                   | Hannah Albedil    | Hannah Albedil    | Hannah Albedil | Hannah Albedil | Hannah Albedil  | Hannah Albedil  |                 |                 |                 |                 |